# Jin Shengtan
Dans ce nom, le nom de famille, Jin, précède le nom personnel.
Jin Shengtan (chinois 金聖嘆), né en 1610, mort le 7 août 1661, est un écrivain chinois de la fin de la dynastie Ming et du début de la dynastie des Qing.
Shentan est un surnom ironique tiré des entretiens de Confucius, signifiant "Le sage soupira". 
On lui doit la version la plus aboutie du roman Au bord de l'eau.
Critique littéraire, il a établi une liste de Six œuvres de génie (六才子書) (le Li sao, les Mémoires historiques de Sima Qian, les poèmes de Du Fu, la Chambre de l'aile ouest et Au bord de l'eau), qui met au même rang des œuvres en langue classique et en langue vulgaire.
Il meurt décapité en 1661, pour avoir soutenu des étudiants contestataires.